# Santibáñez de Béjar
Santibáñez de Béjar is een gemeente in de Spaanse provincie Salamanca in de regio Castilië en León met een oppervlakte van 29,80 km². Santibáñez de Béjar telt 493 inwoners (1 januari 2016).

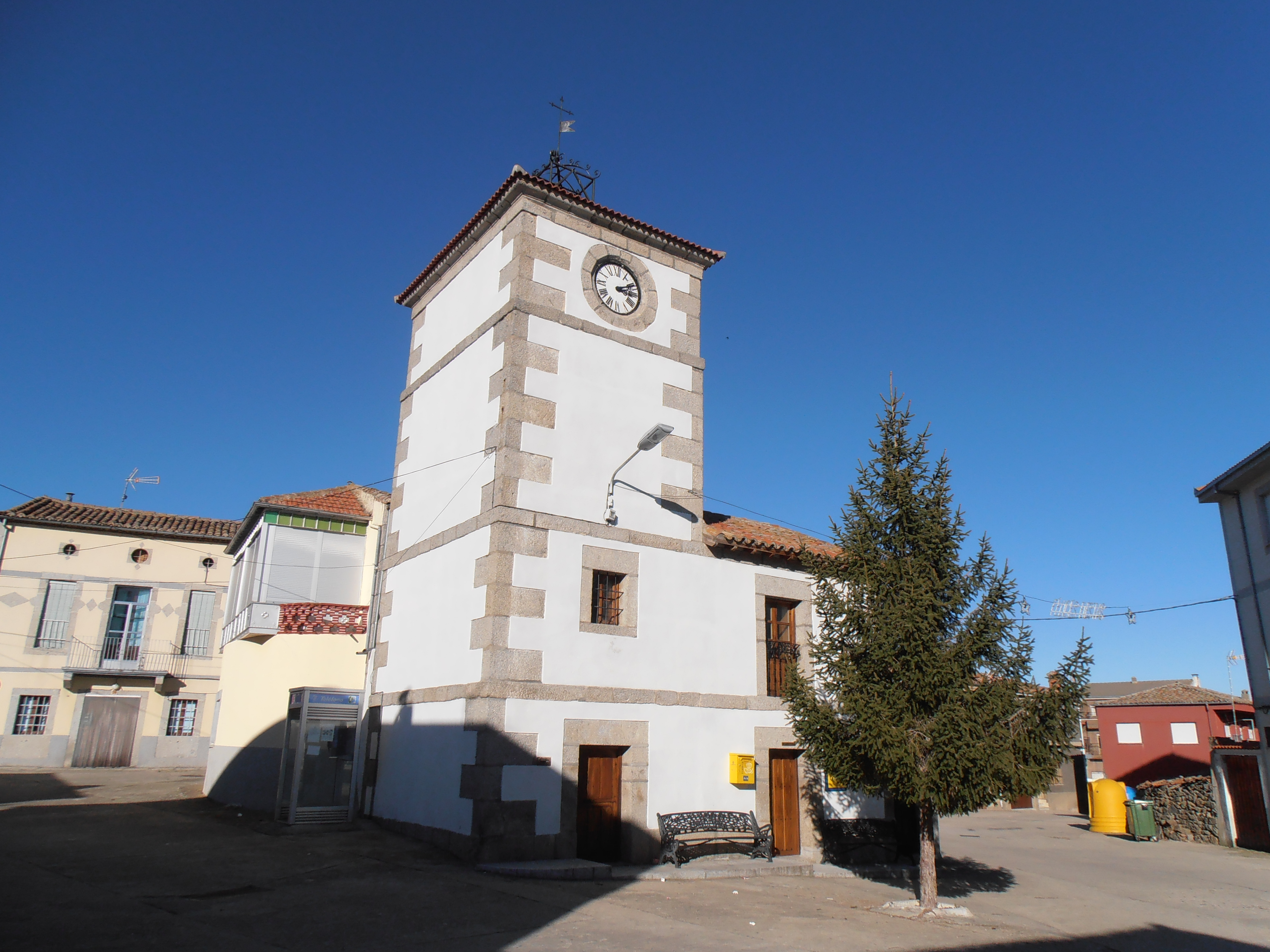
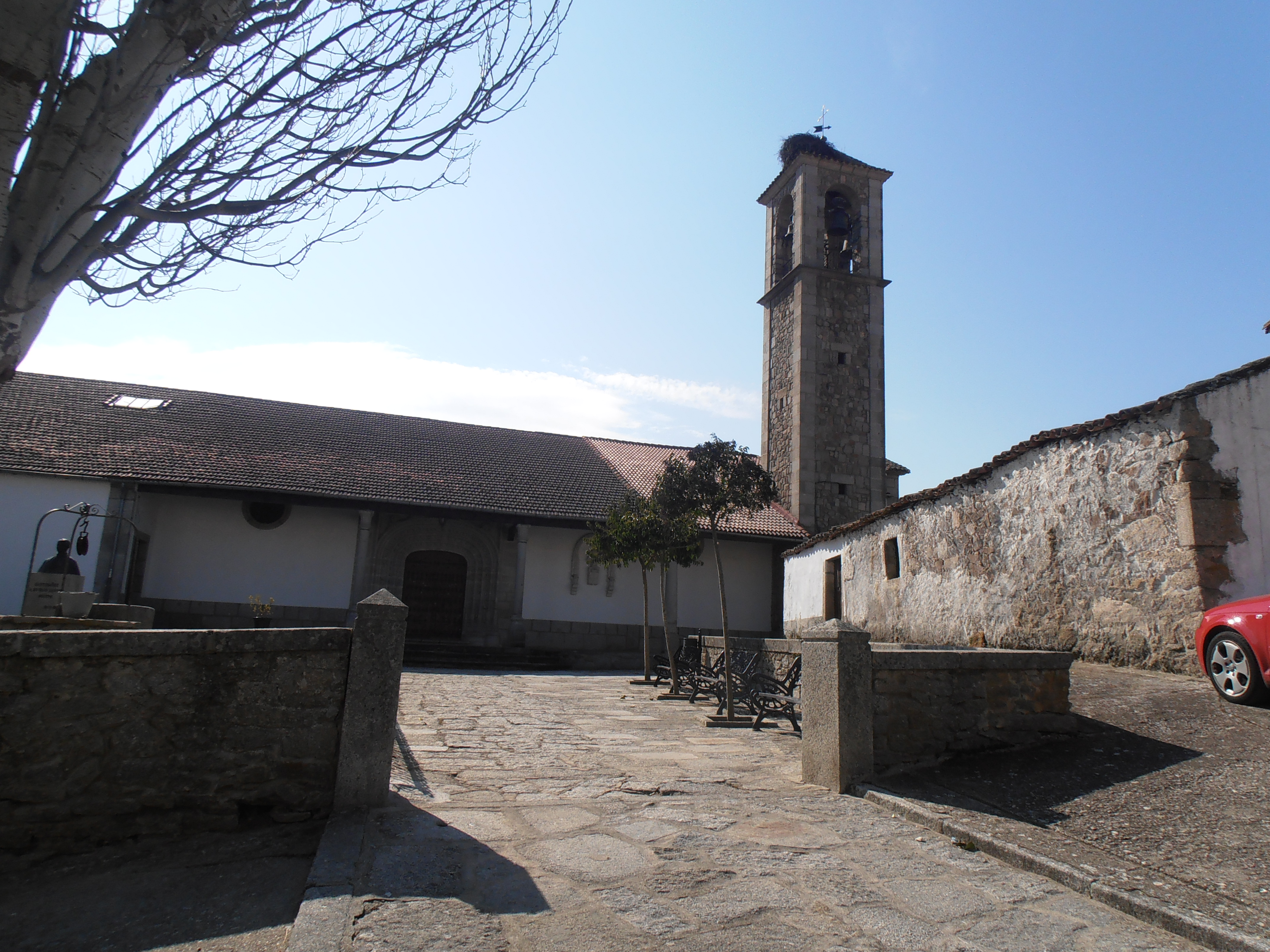
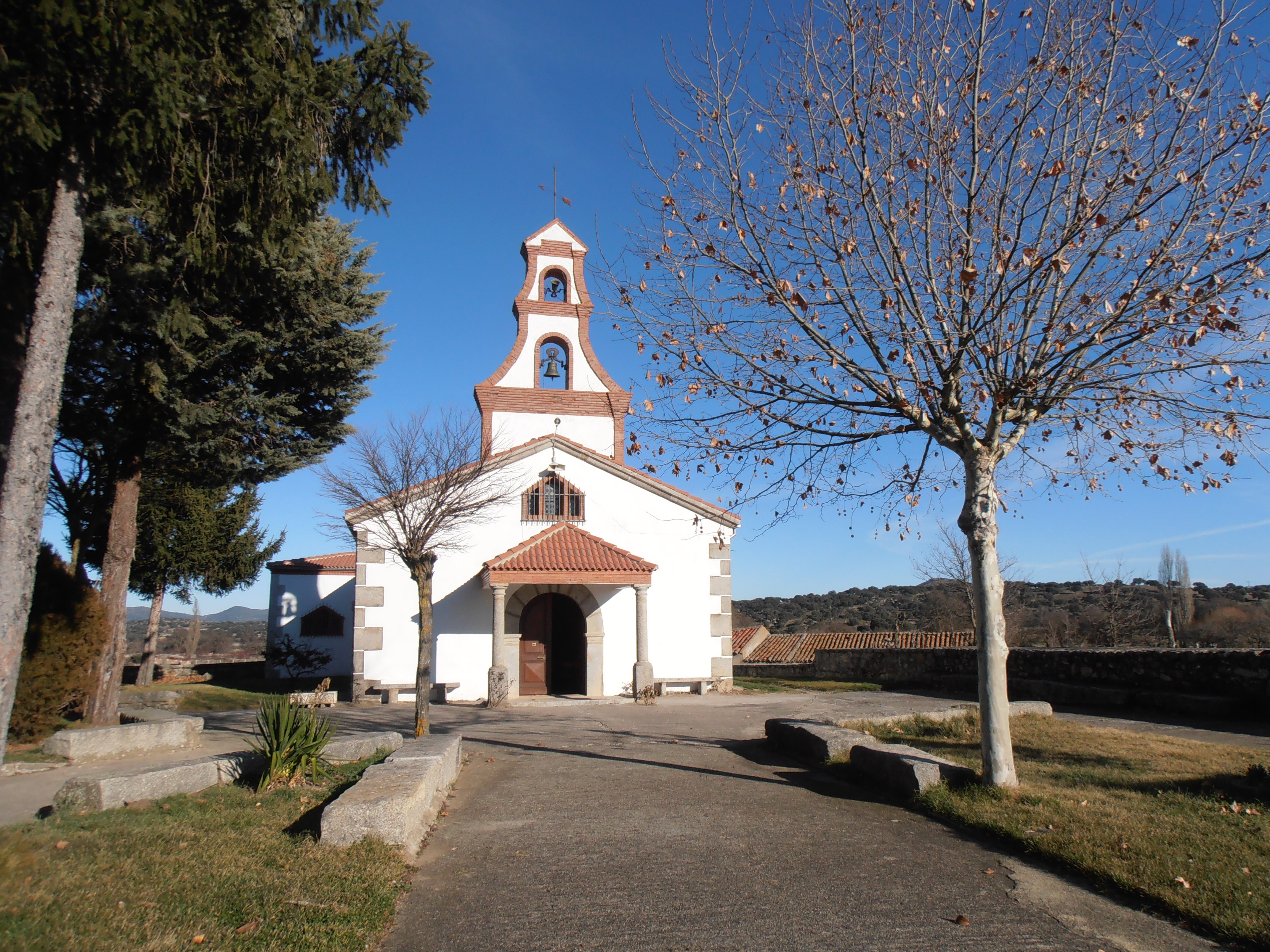
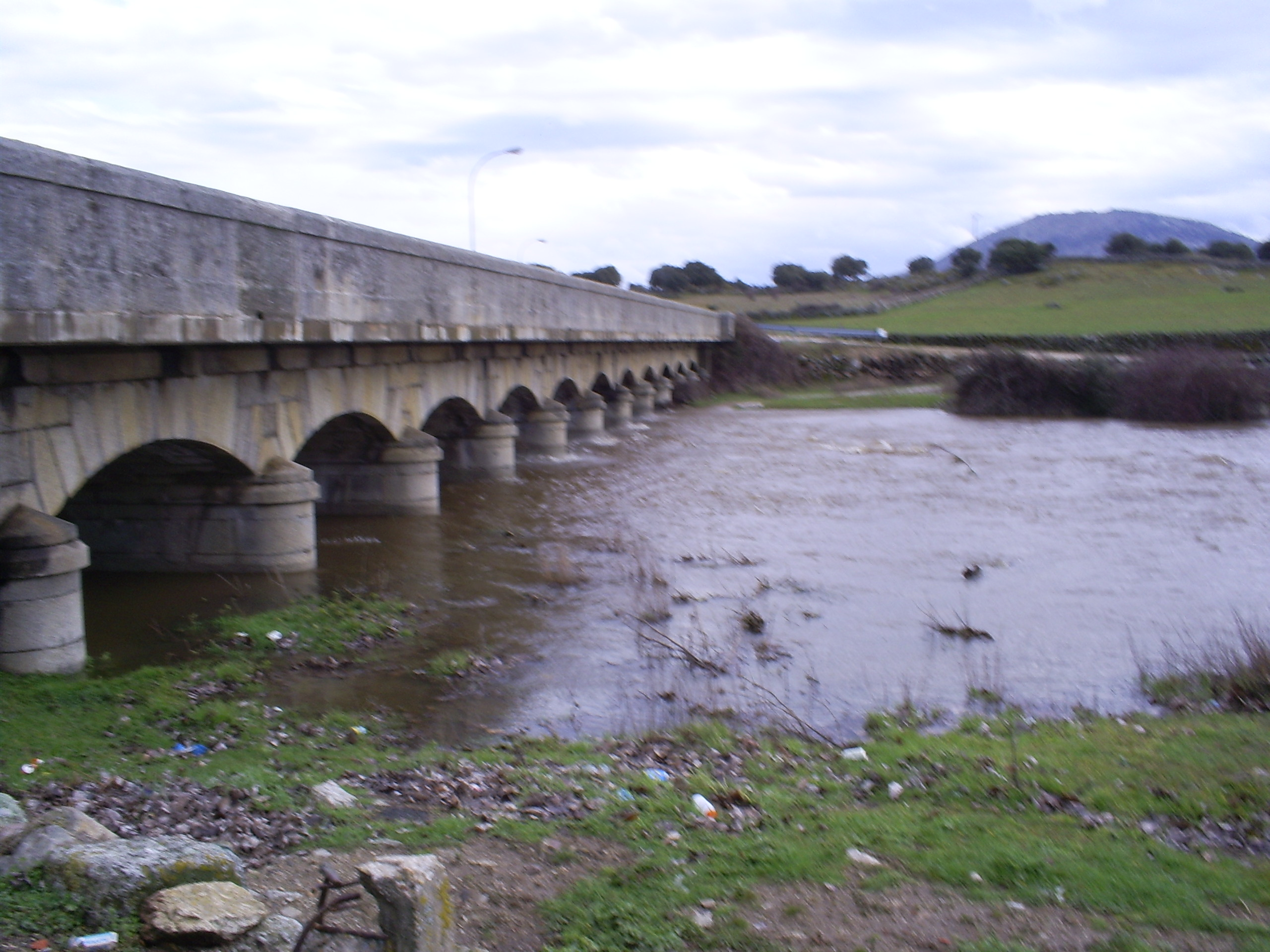
Rivier de Valvanera

## Demografische ontwikkeling
Bron: INE, 1857-2011: volkstellingen